# Meccoli

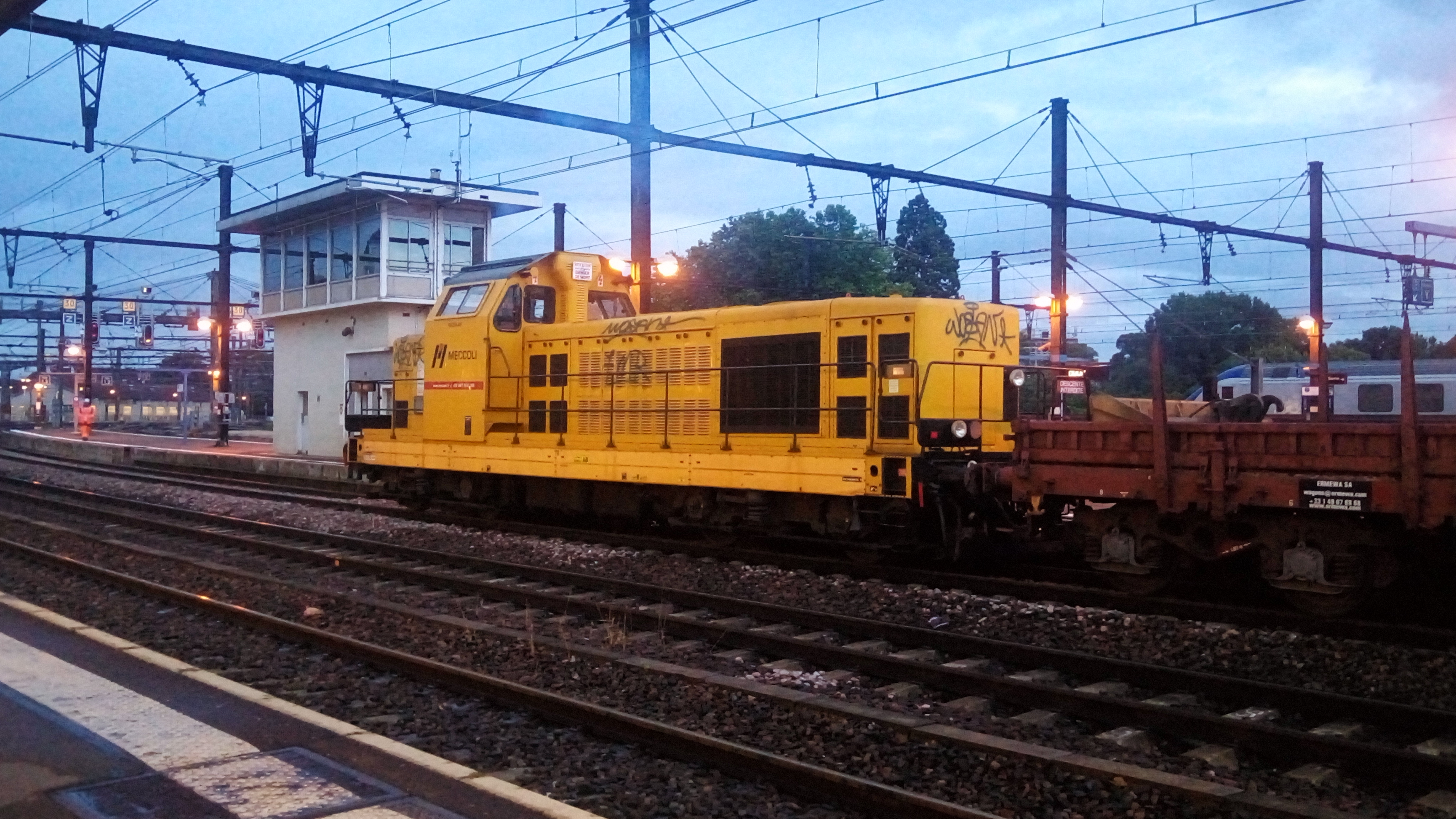
Une locomotive de type BB 66000, ex-SNCF sur un chantier en gare de Dijon.

L'entreprise Meccoli ou Angelo Meccoli et Cie est une entreprise spécialisée dans les travaux sur les infrastructures ferroviaires et principalement les voies de chemins de fer pour SNCF Réseau dont elle est un prestataire de service. 

## Historique
L'entreprise Meccoli a été créée en 1967 par Angelo Meccoli.
L'entreprise a notamment participé à la réalisation entre 2002 et 2007 de la LGV Est européenne. En 2007, elle occupe la première place sur le marché français du bourrage sur ligne à grande vitesse, avec 75 % des parts de ce marché.
En 2019, Meccoli rejoint le groupe Eiffage.

## Activités
L'entreprise Meccoli s'occupe principalement de la construction des voies Ferrées et de leur entretien, mais aussi des engins de maintenance et de construction ferroviaire. La société possède un atelier de maintenance sur la commune de Saint-Pierre-des-Corps. Elle participe au programme français de renouvellement voie-ballast 2018-2024 qui approche les 200 km par an.
C'est, en France, la septième entreprise du secteur ferroviaire, derrière Colas Rail, Etf, Eiffage Rail, Tso, Transalp et Sferis.